# Fisklöstjärnen (Tärna socken, Lappland)
Fisklöstjärnen är en sjö i Storumans kommun i Lappland och ingår i Umeälvens huvudavrinningsområde. Sjön har en area på 0,11 kvadratkilometer och ligger 694,7 meter över havet. Sjön avvattnas av vattendraget Jenarnbäcken.

## Delavrinningsområde
Fisklöstjärnen ingår i det delavrinningsområde (729643-146539) som SMHI kallar för Utloppet av Fisklöstjärnen. Medelhöjden är 732 meter över havet och ytan är 1,02 kvadratkilometer. Det finns inga avrinningsområden uppströms utan avrinningsområdet är högsta punkten. Jenarnbäcken som avvattnar avrinningsområdet har biflödesordning 3, vilket innebär att vattnet flödar genom totalt 3 vattendrag innan det når havet efter 398 kilometer. Avrinningsområdet består mestadels av skog (51 procent) och kalfjäll (38 procent). Avrinningsområdet har 0,11 kvadratkilometer vattenytor vilket ger det en sjöprocent på 10,4 procent.